# Saskatchewan Census Division No. 4
Die Census Division No. 4 in der kanadischen Provinz Saskatchewan hat eine Fläche von 21.149,45 km², es leben dort 10.872 Einwohner. 2011 betrug die Einwohnerzahl 10.879. Größter Ort in der Division ist Maple Creek.

## Gemeinden
Towns
- Eastend
- Maple Creek
- Shaunavon

Villages
- Bracken
- Cadillac
- Carmichael
- Climax
- Consul
- Frontier
- Val Marie

Hamlets
- Darlings Beach
- Dollard
- Neville
- Piapot
- Simmie

Ehemalige Hamlets
- Govenlock
- Palisade

Unbewohnte Hamlets
- South Fork

Special Service Area
- Admiral

## Gemeindefreie Gebiete
- Belanger
- Blumenort
- Claydon
- Cummings
- Divide
- Hatton
- Illerbrun
- Instow
- Loomis
- Masefield
- Orkney
- Oxarat
- Rangeview
- Ravenscrag
- Robsart
- Rosefield
- Scotsguard
- Senate
- Vidora

Unbewohnt
- Canuck

## Rural Municipalities
- RM Val Marie No. 17
- RM Lone Tree No. 18
- RM Frontier No. 19
- RM White Valley No. 49
- RM Reno No. 51
- RM Wise Creek No. 77
- RM Grassy Creek No. 78
- RM Arlington No. 79
- RM Lac Pelletier No. 107
- RM Bone Creek No. 108
- RM Carmichael No. 109
- RM Piapot No. 110
- RM Maple Creek No. 111